# 杨荔钠
杨荔钠（1972年—），女，吉林长春人，中國獨立電影導演。毕业于中国人民解放军国防大学军事文化学院表演系。

## 简介
少年學習舞蹈，做過舞蹈演員，節目主持人，戲劇演出，主演賈樟柯電影《站台》，1996年開始紀錄片工作。《春夢》是她第一部劇情片。

## 演员作品
2000年
- 《Platform 站台》

導演：賈樟柯

## 獎項與榮譽

### 記錄片
1999年
- 《Old Man 老頭》

亞洲新浪潮優秀獎
日本山形國際紀錄片電影節　　
法國真實電影節評委會獎
德國萊比錫電影節金獎、觀眾最喜愛影片獎
2002年
- 《Home Video 家庭錄像帶》

德國萊比錫電影節
首屆中國獨立電影節展映
2007年
- 《一起跳舞 Let's Dance Together》

與日本NHK電視台合作放映
2008年
- 《My Neighbours & their Japanese Ghosts 我的鄰居說鬼子》

香港國際電影節
- 《The Love story of Lao An 老安》

阿姆斯特丹國際電影節；賽巴斯地安電影節；溫哥華國際電影節；香港國際電影節；墨爾本國際電影節
2009年
- 《Wild Grass 野草》

與法德ARTE電視台合作放映
維也納國際電影節
2013年
- 《The Temple 寺廟》

後製中

### 劇情片
2013
- 《Longing for the Rain 春夢》

鹿特丹電影節/正式競賽片
香港電影節/正式競賽片 特別關注獎
金馬獎/最佳女配角入圍
費比西獎/導演入圍
苏格兰爱丁堡国际电影节/展映
日本SKIP CITY D-Cinema 国际电影节/展映
巴西圣保罗Fluxus Festival，IndieFestival，Zeta Filmes国际电影节/展映
加拿大温哥华国际电影节/展映
澳大利亚堪培拉Canberra国际电影节/展映
波兰华沙Five Flavours国际电影节/展映
东京中国独立影展/展映
2023
- 《媽媽！》

第36屆華鼎獎：華語電影最佳導演
2024
- 《小小的我》

第37届東京國際電影節：观众选择奖

## 外部連結
- 杨荔钠在互联网电影资料库（IMDb）上的資料（英文）
- （页面存档备份，存于） 中國時報：薛紅不惜賣騷 為《春夢》搏版面
- （页面存档备份，存于） 旺報：薛紅獲李安抱抱 比得獎還開心